# Julia Carabias Lillo
Julia Carabias Lillo (Ciudad de México, 11 de agosto de 1954) es una bióloga, investigadora y servidora pública mexicana.

## Trayectoria
Carabias es bióloga mexicana por la Universidad Nacional Autónoma de México donde fue integrante del Consejo Universitario (1989-93). Militó en el Movimiento de Acción Popular (1981) y en el Partido Socialista Unificado de México (1986). Fue presidenta del Instituto Nacional de Ecología, y secretaria de Recursos Naturales y Pesca en el gobierno de Ernesto Zedillo. Es miembro del Sistema Nacional de Investigadores. Ingresó como miembro de El Colegio Nacional el 27 de agosto de 2018.
Recibió en 2004 el Premio Internacional Cosmos 2004 por sus investigaciones y logros en el campo de la defensa del medio ambiente. Fue elegida entre 122 candidatos de 19 países. En Osaka, Japón, recibió un diploma. También le dieron 3.8 millones de pesos, que donó para crear el Centro Latinoamericano de Capacitación para la Conservación de la Biodiversidad en la región de la Selva Lacandona de Chiapas.
Estuvo casada con José Woldenberg, exconsejero presidente del Instituto Federal Electoral.
En diciembre de 2017 fue galardonada por el senado con la medalla Belisario Domínguez "por su distinguida contribución al cuidado del ambiente".

## Premios
- Premio Getty (2000)
- Premio Cosmos (2004)
- Campeones de la Tierra de ONU (2005)
- Medalla Belisario Domínguez (2017)[2]